# Cinema
Cinema er en dansk animationsfilm fra 2017 instrueret af Katrine Glenhammer.

## Handling
Clara er taget alene i biografen for at se en romantisk klassiker. Her møder hun Christian, som prøver at få hendes opmærksomhed. Clara er ikke interesseret, men giver lidt efter lidt efter for hans drillerier og charme. Pludseligt er de to midt i en popcorn-krig i salen. Mens filmen spiller i baggrunden, vokser tiltrækningen mellem de to. Da Christian falder ned mellem nogle af stolerækkerne, hjælper Clare ham på benene, og de kommer til at stå helt tæt sammen. Lige inden deres læber mødes i et forløsende kys, ser Christian filmens hovedpersoner på lærredet blive gift, og han ombestemmer sig og løber ud af salen. Tilbage står Clara og spiser popcorn, mens Helten og Heltinden kysser på lærredet.